# 郭坚

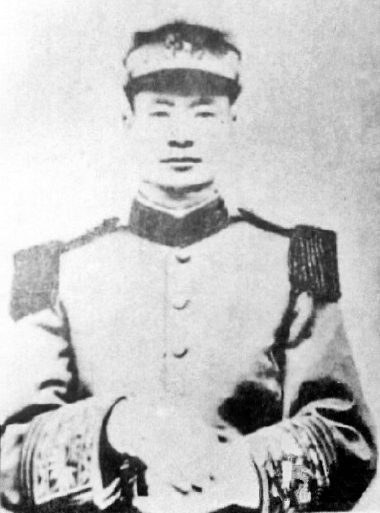

郭坚（1887年—1921年），原名振军，字方刚，陕西省蒲城县平路庙乡郭家村人。中国民主革命家，中华民国军事人物。

## 生平
郭坚出生于一个贫苦的农民家庭。早年，他入同州师范学堂，在校期间支持反清革命，和刀客与哥老会会众多有往来。清朝宣统三年九月一日（1911年10月22日），陕西新军发动起义，占领西安。郭坚与澄城县人耿直马上响应起义，占领了同州，所率军队称“冯翊军”。不久，清军进攻起义军，郭坚率部赶赴旬邑、淳化救援，于淳化通神沟击败了陕西巡抚升允的军队，保护了起义军的后方乾县、礼泉一带。陕西秦陇复汉军政府成立后，任命陈树藩为东路节度使。冯翊军被陈树藩收编为巡缉营，郭坚任营长，耿直任连长。
中华民国成立后，民国四年（1915年），袁世凯称帝，郭坚、耿直率200多人占据了位于澄城县、白水县、洛川县三县交界处的土基镇，并且联合白水县的曹世英、高峻等部宣布独立，号称护国军，进攻蒲城。陕西督军陆建章任命陈树藩为渭北剿匪总司令，率部截击该军。郭坚等人率护国军进攻陕北，接连攻克同官（今铜川市）、宜君、洛川、麟县、绥德、清涧、米脂、安边、定边等十多个县。同年，陈树藩取代陆建章成为陕西督军后，先后任命郭坚为陕西第一游击统领、陕西警备军统领。此后，郭坚率军平定西路，接连攻克咸阳、礼泉、兴平、武功、岐山、扶风、千阳、陇州、凤翔等十多个县。民国六年（1917年）夏，张勋复辟，郭坚率部东征讨伐张勋。不久，陈树藩电告山西督军阎锡山称郭坚叛变，致使郭坚率军行至猗氏时被晋军击败，郭坚被迫放弃军队逃归凤翔。
1918年1月初，郭坚、耿直在户县成立靖国军，讨伐陈树藩，郭坚任总司令，耿直任副司令。靖国军先后于凤翔、蒲城、灞桥、同州等地同陈树藩部作战。同年3月，陈树藩亲率部队围攻靖国军司令部所在的同州羌白。郭坚率部抵抗三天后，陈树藩部败退。郭坚再次围攻同州，陈树藩手下的王飞虎团坚守同州，不出城迎击，陈树藩所派援军又赶到同州，郭坚被迫退守羌白。此后陈树藩部围困羌白四个多月，郭坚致信曹世英求援。几天后，郭坚获靖国军左翼军卢占魁部弓富魁马兵增援，击退了陈树藩部。同年8月，于右任在三原任陕西靖国军总司令，郭坚被任命为第一路司令，辖五个支队共五千多人，成为靖国军各路中实力最雄厚者。广东军政府授予郭坚陆军少将衔。后来，郭坚率部西征，先后攻克乾县、扶风、武功、岐山、眉县，所辖部队增为10个支队。1918年11月，郭坚率部攻克凤翔。
靖国军总指挥井勿幕整顿军纪，郭坚部因为军纪最差而多次受到井勿幕劝诫。郭坚部参谋长马凌甫过去和井勿幕政见不一致，因此事而认为井勿幕在排斥异己，遂同靖国军中的陈树藩间谍李栋材合作，于民国七年（1918年）11月21日，在兴平县城15里外的南仁堡杀害了井勿幕。
民国八年（1919年）2月，陈树藩和援军分成八路进攻靖国军。3月9日，郭坚放弃凤翔向西撤退，后与奉军师长许兰洲议和，接受改编为第二支队，仍然驻扎于凤翔。1920年6月，直皖战争爆发，奉系同直系合作，许兰洲率部离开陕西，赴河南参加战斗。郭坚转投河南镇嵩军领导人刘镇华。
民国十年（1921年）6月，北京政府任命直系师长阎相文取代陈树藩任陕西督军，郭坚于同年8月接受直系改编。因郭坚部军纪差，民众纷纷控告。直系阎相文也想除掉郭坚，遂给直系第二十师十六混成旅旅长冯玉祥下达了杀郭坚的手谕。冯玉祥乃以宴请之名，8月13日于西安西关讲武堂将郭坚诱杀，并在新城将郭坚暴尸示众，阎相文更发布告示公开郭坚罪状，中有“查巨匪郭坚，祸陕多年，占据名城、肆行焚杀、抢掠奸淫、灭绝人道，陕民痛心切齿，含冤莫伸。...”等语。

## 趣闻
民国著名记者陶菊隐1934年出版的《政海轶闻》里有一章《女将军》专讲郭坚的一名小妾。小妾原先是良家妇女，但新婚三天后回娘家途中被郭坚看中，于是郭派人抢走作压寨夫人。而郭天赋异禀且深谙房中术，弄得这名女子从此变成荡妇，而且深得郭坚宠爱。郭坚死后，该小妾不自量力想继承郭的遗志，结果一战被俘，但被对方的军法处处长利用她性瘾的弱点，先派一精壯兵丁色诱并以鸦片为诱饵，结果郭坚的小妾感到欲求不满但又欲罢不能，最终在处长威胁利诱后，最终以提供枪械武器存放点换取安然获释。